# Kommuner i Extremadura

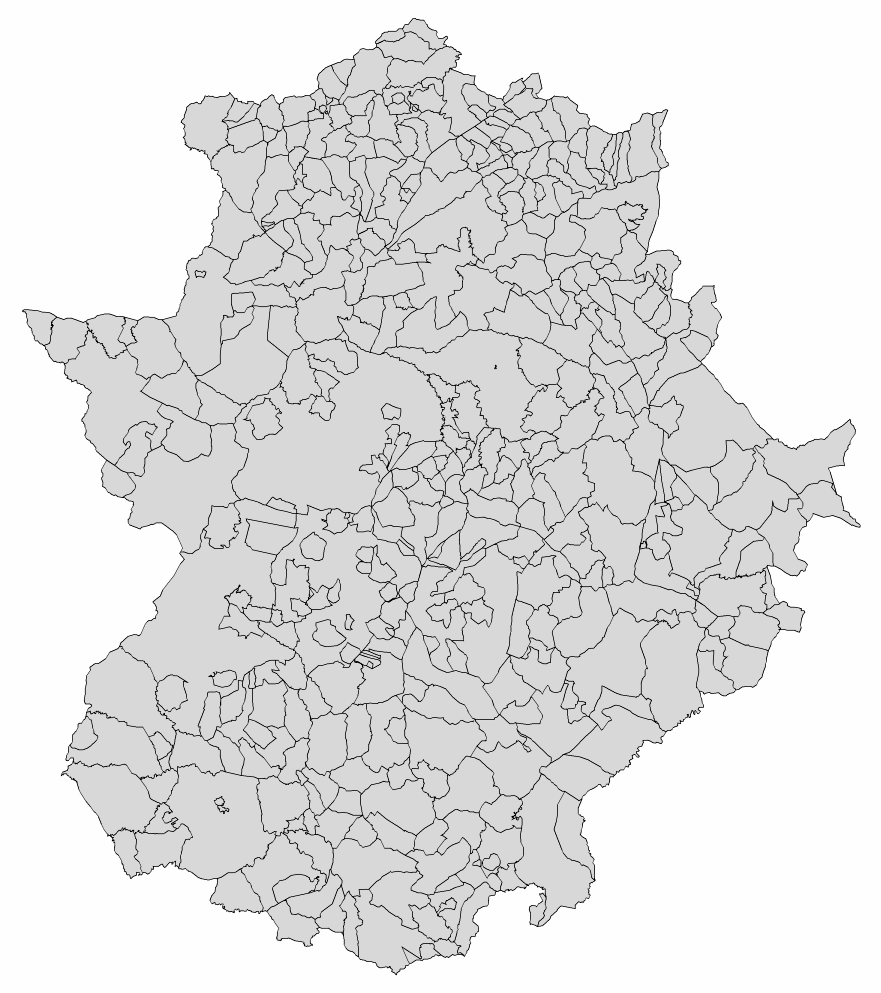
Kommunkarta över Extremadura, 2003.

Extremadura, Spanien, indelas i två provinser, Badajozprovinsen och Cáceresprovinsen. Tillsammans har de 385 kommuner, varav Badajoz 164 och Cáceres 221.
Kommuner i Extremadura:
- Kommuner i Badajozprovinsen
- Kommuner i Cáceresprovinsen